# Acacia simsii
Acacia simsii är en ärtväxtart som beskrevs av George Bentham. Acacia simsii ingår i släktet akacior, och familjen ärtväxter. Inga underarter finns listade i Catalogue of Life.